# Adaldago
Adaldago (in tedesco: Adaldag; Germania, 900 circa – Brema, 28 aprile 988) è stato arcivescovo di Brema e Amburgo dal 937 alla morte.

## Biografia
Fu monaco benedettino e consigliere di Ottone I, che accompagnò a Roma dal 961 al 965. Gli fu affidata la custodia del deposto papa Benedetto V. Promosse la diffusione del cattolicesimo e l'ingrandimento della sua Amburgo, erigendo le diocesi suffraganee di Ribe, di Schleswig, di Århus, Oldenburg; ma dopo la morte di Ottone quest'ultimo non resistette alla reazione alla grande rivolta pagana degli slavi.

## Genealogia episcopale e successione apostolica
La genealogia episcopale è:
- Arcivescovo Ildeberto di Magonza
- Arcivescovo Adaldago

La successione apostolica è:
- Vescovo Hored (948)
- Vescovo Liafdag (948)
- Vescovo Reginbrand (948)
- Vescovo Libutius (960)
- Vescovo Wago (974)
- Vescovo Egizo (983)
- Vescovo Folkbert (988)